# Henderson Field

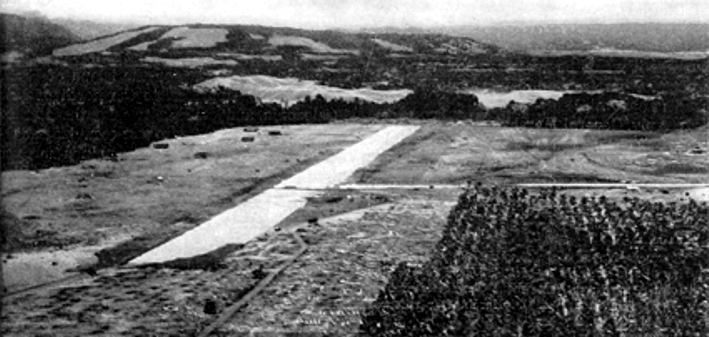
Le terrain d'aviation de la Pointe Lunga à Guadalcanal vu pendant sa construction par les Japonais, en juillet 1942.

Henderson Field est un ancien terrain d'aviation militaire à Guadalcanal, dans les Îles Salomon, pendant la Seconde Guerre mondiale. Construit à l'origine par les forces japonaises, les combats pour sa possession ont été une des grandes batailles de la Guerre du Pacifique. Aujourd'hui c'est l'Aéroport international de Honiara.

## Histoire

### Construction par les Japonais
Après l'occupation des îles Salomon en avril 1942, les militaires japonais ont fait des plans afin d' occuper Port Moresby en Papouasie-Nouvelle-Guinée et Tulagi dans les Salomon du Sud, pour étendre leur périmètre défensif au sud, en établissant des bases pour soutenir de possibles futures avancées. En s'emparant de l'île de Nauru, l'île de l'Océan, la Nouvelle-Calédonie, les îles Fidji et Samoa, les lignes de ravitaillement entre l'Australie et les
États-Unis auraient été coupées, avec pour résultat de réduire ou d'éliminer les menaces australiennes sur les positions japonaises dans le Pacifque Sud.
Le terrain d'aviation sur Guadalcanal a d'abord été surveillé par des ingénieurs japonais quand ils sont arrivés dans la région au début mai, et a été connu comme “Pointe Lunga” ou “Pointe Runga”, avec comme nom de code “RXI”. Le terrain d'aviation aurait permis aux avions japonais de patrouiller dans les Salomon du Sud sur les lignes de navigation vers l'Australie et la côte orientale de la Nouvelle-Guinée.
Il y a eu deux unités de construction majeures impliquées : 1 379 hommes dans l'une et 1 145 dans l'autre, originellement prévus pour travailler sur l'île de Midway une fois qu'elle aurait été capturée, sont arrivés le 6 juillet 1942, le travail ayant commencé le 9 juillet. La construction a été observée et rapportée par des observateurs côtiers (Coastwatchers) et l'existence du terrain d'aviation a donné naissance aux plans américains, pour capturer Guadalcanal, et utiliser l'aérodrome pour les avions alliés.
Environ à la mi-juillet, 250 civils de plus de l'“unité de construction Hama” sont arrivés sous le commandement de Inouree Hama, qui avait eu 50 hommes sur Gavutu. De même, des spécialistes du 14e Corps de Campement ont établi des stations radio sur Tulagi, Gavutu et à RXI. Des travailleurs locaux ont été aussi utilisés pour la construction.
La construction de l'aérodrome s'est déroulée en avance sur la programmation prévue, et dans la nuit du 6 août, juste avant le débarquement américain, les troupes du génie ont reçu une ration supplémentaire de saké pour terminer l'aérodrome en avance sur le programme.

### Débarquement américain et bataille de Guadalcanal

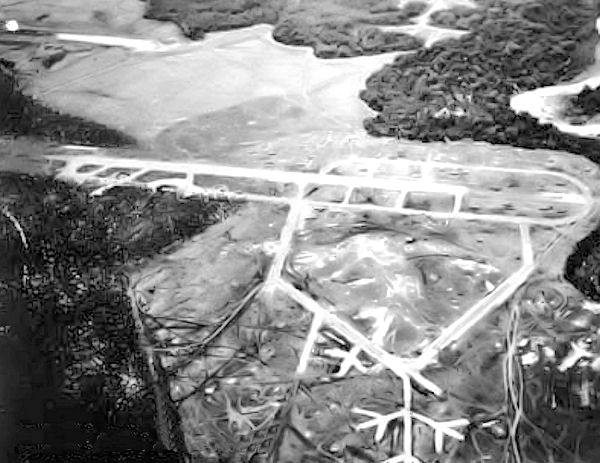
Henderson Field tel qu'il était construit en avril 1943, vu du sud-est vers le nord-ouest

Le 7 août 1942, les forces alliées, principalement composées d'U.S. Marines, ont débarqué (Opération Watchtower) dans les îles de Guadalcanal, Tulagi, et Florida (îles Salomon du sud), dans le but d'empêcher les Japonais de menacer les routes de communication et d'approvisionnement entre les États-Unis, l'Australie et la Nouvelle-Zélande. Les Alliés avaient aussi l'intention d'utiliser Guadalcanal et Tulagi comme bases pour soutenir une campagne en vue de capturer et neutraliser la grande base japonaise de Rabaul en Nouvelle Bretagne.
Les Alliés ont submergé les défenseurs japonais et capturé Tulagi et Florida ainsi que le terrain d'aviation RXI que les Japonais qui étaient en train de construire à Guadalcanal. Ce terrain a été baptisé du nom d'un major des Marines, Lofton R. Henderson, commandant du VMSB-241 qui avait été tué à la bataille de Midway en emmenant son escadrille contre les porte-avions japonais et qui était devenu ainsi le premier aviateur des Marines tué pendant la bataille.

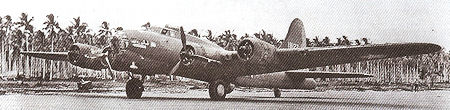
Boeing B-17 du 11e Groupe de Bombardement, 42e Escadrille (“Eager Beavers”) à Henderson Field en 1943

Surpris par l'offensive alliée, les Japonais ont fait plusieurs tentatives entre août et novembre 1942 pour reprendre Henderson Field. Trois grandes batailles terrestres, sept grandes batailles navales (cinq actions nocturnes de surface et deux batailles de porte-avions), et de continuelles batailles aériennes, presque quotidiennes, de la 11e Flotte Aérienne japonaise, ont eu lieu jusqu'à la Bataille navale de Guadalcanal décisive au début de novembre 1942, pendant laquelle la dernière tentative japonaise pour bombarder Henderson Field depuis la mer et débarquer assez de troupes pour le reprendre, a échoué.
En décembre 1942, les Japonais ont arrêté leurs efforts pour reprendre Guadalcanal et ont évacué leurs forces restantes pour le 7 février 1943, alors qu'elles étaient harcelées et poursuivies par une offensive du XIVe Corps de l'U.S. Army, cédant donc l'île aux Alliés.

### Opérations après la bataille de Guadalcanal
Des opérations de reconnaissance ont été effectuées par des “Liberators” spécialement équipés pour la Marine depuis Henderson Field vers Eniwetok et d'autres îles en 1944. Des escadrilles néo-zélandaises ont utilisé la base aérienne d'octobre à novembre 1944 pour des patrouilles et des recherches.

### Après-guerre
Henderson Field a été abandonné après la guerre. L'aérodrome a été modernisé et rouvert en 1969 comme Aéroport International d'Honiara, le principal aéroport des îles Salomon. À la fin des années 1970 la piste a été agrandie et allongée.

## Utilisation militaire par les États-Unis

### Marine des États-Unis (USN)
| - VF-5 (F4F) Septembre 1942 - VC-40 (SBD, TBF) - VMSB-131 (Avenger) 1943 - VF-26 (F4F) 10 mars – 25 avril & 26 juin – 5 août, 1943 - VF-27 (F4F) 10 mars – 25 avril & 26 juin – 5 août, 1943 - VF-28 (F4F) 10 mars – 25 avril & 26 juin – 5 août, 1943 | - CAG 11 (Carrier Air Group 11) - VF-11 (VB-11) 1943 - VB-21(SBD) 1943 - VT-11 (TBF Avenger) 1943 - CASU-11 (Carrier Aircraft Service Unit) Fev 1943 – Juillet 1944 - VS-54 (SBD, OS2U) 11 juin 1943 – 3 août, 1944 |

### Corps des Marines des États-Unis(USMC)
| - VMTB-132 (SBD) 30 oct – 24 déc 1942 - VMTB-233 (SBD / TBF) Août 1943 – 29 octobre 1943 - VMF-121 (F4F) Octobre 1942 - VMF-122 "Wolf Pack" (F4U) Mai 1943 – 28 juillet 1943 – 3e tour - VMF-122 (F4U) Juin 1943 – 23 juillet , 1943 – 1er MAW - VMF-124 (F4U) 4 avril 1943 – ? | - VMSB-132 (SBD) 23 juin 1943 – 2 août 1943 – 3e tour - VMSB-143 (TBF) 12 novembre 1942 – ? Munda - VMSB-144 (SBD-3) 13 juin 1943 – 26 juin 1943 ensuite îles Russells - VMSB-236 (SBD) Espiritu Santo Nov 43 – 25 nov 1943 Munda - MABS-1 (Marine Air Base Squad-1) 1er fév 1943 – Nov 43 Ondonga |

### Forces Aériennes de l'Armée des États-Unis (USAAF)
- 44th FS
- 38th BG, 70th BS (B-26) Fiji Janvier – 4 février 1943 Fiji
- 42nd BG, 69th BS (B-26, B-25) Nouvelles Hebrides Janvier – Oct 43 PDG
- 42nd BG, 75th BS (B-25) ? – 21 oct 1943 Renard
- 38th BG, 70th BS (B-25) Fiji ? – 22 oct 22 1943 Russells
- 347th FG, 67th FS (P-39) Nouvelle Caledonie 22 août 1942 – Juin 43
- 42nd BG, 390th BS (B-25) Fiji 11 mai – 22 oct 1943 Renard